# Enrico Arcelli
Enrico Arcelli (Milano, 5 marzo 1940 – Porto Cervo, 30 giugno 2015) è stato un medico e preparatore atletico italiano.

## Biografia
Figlio di Luciana Malinverno e di Francesco Arcelli Fontana di Monteventano e di Montebisagno, rimane orfano di padre in tenera età. Dopo la maturità scientifica, si iscrive a Medicina e Chirurgia all'Università Statale di Milano. Durante gli studi universitari inizia a scrivere articoli per alcuni giornali milanesi.
Si laurea nel 1967 e, l'anno successivo, si sposa con Angela Begnis, trasferendosi a Varese. Si specializza nel 1973 in medicina dello sport, nel 1975 in scienza dell'alimentazione e nel 1976 in medicina del lavoro.
Si avvicina al mondo del calcio dapprima come medico sportivo del Varese e poi come preparatore atletico, divenendo precursore di tale figura. Nel corso degli anni, oltre che allenatore, diventa responsabile federale del mezzofondo, del fondo e della marcia.
Ha preparato l'attacco al record dell'ora con Francesco Moser, poi realizzato a Città del Messico il 23 gennaio 1984. Ha seguito atleti di vari sport, tra i quali: Tomas Svenson (tennis), Stefano Baldini, Gelindo Bordin, Maurizio Damilano (fondo e mezzofondo), Manuela Di Centa (sci di fondo), Alberto Tomba (sci nordico), Sara Simeoni (salto in alto), Valentina Vezzali (scherma), Jean Alesí (automobilismo), Diego Armando Maradona (calcio). Tra le ultime collaborazioni quella con Alex Zanardi
Nel calcio inizia a muovere i primi passi in qualità di medico della squadra primavera del Varese guidata da Piero Maroso. Nel 1971 idea la figura del preparatore atletico In seguito, lavora alla Ignis Varese.
Torna al Varese calcio allenato da Eugenio Fascetti, dove conosce Beppe Marotta. Dopo 14 anni a Varese, passa al Bologna, al Monza, al Como. Diventa successivamente consulente di Juventus, Chelsea e Milan. Nell'ultimo periodo faceva parte dello staff tecnico dell'Inter.
È stato professore associato presso la Facoltà di Scienze motorie dell'Università degli Studi di Milano.
Ha collaborato con: Corriere della Sera, Gazzetta dello Sport, Il nuovo Calcio, Correre, Scienza e Sport. Ha all'attivo pubblicazioni scientifiche e vari libri, tra i quali "Correre è bello", segnalato al premio Bancarella sport del 1999 nella sua riedizione aggiornata.
È stato fondatore e presidente dell'Equipe Enervit e creatore dell'Enervit Protein.
Muore per problemi cardiaci il 30 giugno 2015, mentre era in vacanza con la moglie.

## Opere
- Enrico Arcelli, Il calciatore moderno, Mediterranee, 1976
- Enrico Arcelli, Correre è bello, Sperling & Kupfer, 1978
- Enrico Arcelli, La maratona - Allenamento e alimentazione, Correre, 1987
- Eugenio Fascetti, Enrico Arcelli, Roberto Sassi, Calcio oggi e calcio domani, Sperling & Kupfer, 1990
- Enrico Arcelli, Massimo Lodi, Correre la maratona, Sperling & Kupfer, 1989
- Enrico Arcelli, Cos'è l'allenamento, Sperling & Kupfer, 1990
- Enrico Arcelli, Ferretto Ferretti, Calcio. La preparazione atletica, Correre, 1993
- Enrico Arcelli, Giovanni B. Bassi, Mario Bonfanti, Sergio Castelli, Gli arbitri di calcio, Sperling & Kupfer - Sportiva, 1993
- Enrico Arcelli, Calcio - Alimentazione e integrazione, Correre, 1996
  - Enrico Arcelli, Futbal (ed. tedesca), Correre, 1998
- Enrico Arcelli, Paolo Sorbini, Magri e forti, Sperling & Kupfer, 1997
- Enrico Arcelli, Il nuovo correre è bello, Sperling & Kupfer, 1998
- Enrico Arcelli, Renato Canova, Maratona: l'allenamento del maratoneta di alto e medio livello, Correre, 2002
- Enrico Arcelli, Fulvio Massini, La mia maratona, Correre, 2003
- Enrico Arcelli, Voglio correre, Sperling & Kupfer, 2012
- Enrico Arcelli, Mauro Franzetti, Acido lattico e sport. Dalla fisiologia all'allenamento, Correre, 2014